# 西栗栖站
西栗栖站（日语：／ Nishi-Kurisu eki */?）是位於兵庫縣龍野市新宮町鍛冶屋670番，西日本旅客鐵道（JR西日本）的姬新線車站。

## 歷史
- 1934年（昭和9年）
  - 3月24日 - 姬津線播磨新宮站至三日月站之間開業，此站啟用。
    - 當時車站地址為兵庫縣揖保郡西栗栖村（日语：西栗栖村）鍛冶屋。

  - 11月28日 - 隨著姬津西線開業，姬津線改名為姬津東線，此站成為姬津東線車站。
- 1936年（昭和11年）
  - 4月8日 - 姬路站至東津山站之間全線開通，姬津東線成為姬津線一部分，此站成為姬津線車站。
  - 10月10日 - 姬津線編入至姬新線一部分，此站成為姬新線車站。
- 1951年（昭和26年）4月1日 - 隨著新宮町（日语：新宮町 (兵庫県)）（第二次）成立，車站地址變為兵庫縣揖保郡新宮町鍛冶屋。
- 1971年（昭和46年）3月1日 - 成為無人車站。
- 1987年（昭和62年）4月1日 - 伴隨國鐵分割民營化，車站由西日本旅客鐵道（JR西日本）營運。
- 2005年（平成17年）10月1日 - 隨著龍野市成立，車站地址變為兵庫縣龍野市新宮町鍛冶屋。
- 2020年（令和2年）1月下旬～2月上旬 - 隨著本造舊車站大樓老化，大樓進行拆卸工程。
- 2020年（令和2年）3月下旬 - 新車站大樓落成。

## 車站構造
車站是一座地面車站，設有2面2線的相對式月台，可進行列車交會。在2020年1月前的車站大樓是木造建築物。隨著車站大樓老化，舊車站大樓在2020年1月下旬至2月上旬進行拆卸工程。在重建工程期間，設置了臨時車站大樓。在2020年3月尾，在舊車站大樓相同位置建造了新車站大樓。車站大樓位於佐用方向月台側，月台高於大樓一級，兩處之間設有樓梯和斜道。兩月台之間設有站內平交道。另外姬路方向月台沒有車站大樓，但是設有出入口。
在國鐵時代末期，此站設有關於運輸上的職員，沒有關於旅客服務上的職員當值。現時完全成為無人車站（由姬路鐵道站管理）。此站沒有自動售票機。另外，廁所位於閘外（車站大樓東邊）。
在車站大樓前，設有車站啟用紀念石碑。

### 月台
| 月台 | 路線   | 上下行 | 方向     |
| ---- | ------ | ------ | -------- |
| 1    | 姬新線 | 下行   | 佐用方向 |
| 2    | 姬新線 | 上行   | 姬路方向 |

※月台上沒有月台編號標示，在自動廣播上會播放月台編號資訊。靠近車站大樓的是1號月台。

## 使用狀況
根據「龍野市統計書」，2018年（平成28年）度1日平均乘車人次為88人。
以下為近年1日平均乘車人次列表。
| 年度   | 1日平均 乘車人次 |
| ------ | ---------------- |
| 2000年 | 124              |
| 2001年 | 109              |
| 2002年 | 115              |
| 2003年 | 102              |
| 2004年 | 128              |
| 2005年 | 112              |
| 2006年 | 122              |
| 2007年 | 105              |
| 2008年 | 110              |
| 2009年 | 106              |
| 2010年 | 100              |
| 2011年 | 97               |
| 2012年 | 116              |
| 2013年 | 103              |
| 2014年 | 96               |
| 2015年 | 96               |
| 2016年 | 88               |
| 2017年 | 95               |
| 2018年 | 88               |

## 車站周邊
- 國道179號（日语：国道179号）
  - 相坂峠（日语：相坂峠）
- 兵庫縣道44號相生宍粟線（日语：兵庫県道44号相生宍粟線）
- 西栗栖郵局
- 兵庫西農協西栗栖分店

## 巴士路線
- 播磨科學公園都市圈域定住自立圈圈域巴「TekuTeku巴士」
  - 上郡站 - 縣立西播磨綜合康復中心 - 西栗栖站 - 千本站 - 播磨新宮站（逢星期日、假日及年尾年頭暫停服務）[3]

## 相鄰車站
西日本旅客鐵道（JR西日本）
 姬新線
千本－西栗栖－三日月

## 注腳
1. 1 2 3 4 5 6 7 8 9  . 神戸新聞総合出版センター. 2011-12-15: 173. ISBN 9784343006028 （日语）.
2. ↑  令和元年版たつの市統計書PDF（日語）
3. ↑  上郡町HP （页面存档备份，存于）（日語）

## 外部連結
- 西栗栖｜車站資訊：JR出門網 - 西日本旅客鐵道（日語）